# Vallespir
Vallespir er et historisk landskab i departementet Pyrénées-Orientales i det sydlige Frankrig. Vallespir grænser op til landskaberne Conflent og Roussillon i Frankrig og Alt Empordà, Garrotxa og Ripollès i Spanien.
Vallespir udgøres af Tech-dalen fra flodens udspring til Céret.
De vigtigste byer er Céret, Amélie-les-Bains, Arles-sur-Tech, Maureillas-las-Illas, Maureillas-las-Illas, Reynès og Prats-de-Mollo. I alt er der 18 kommuner og en samlet befolkning på 24.456 (2009).
Historisk er Vallespir et catalansk comarca, men det har siden Pyrenæerfreden i 1659 tilhørt Frankrig. Først som en del af provinsen Roussillon og siden den franske revolution som en del af departementet Pyrénées-Orientales.
- Pont du diable ved Céret
- Amélie-les-Bains
- Prats-de-Mollo
- Corsavy

42°27′N 2°39′Ø / 42.45°N 2.65°Ø